# Indian Journal of Ophthalmology
Indian Journal of Ophthalmology (skrót: IJO, Indian J Ophthalmol) – indyjskie naukowe czasopismo okulistyczne wydawane od 1971 roku. Oficjalny organ Indyjskiego Towarzystwa Okulistycznego (ang. All India Ophthalmological Society). Miesięcznik.
Wydawcą jest indyjski Medknow Publications należący do koncernu wydawniczego Wolters Kluwer. Czasopismo jest recenzowane, anglojęzyczne oraz publikuje w otwartym dostępie. Każde wydanie zawiera artykuły oryginalne, eseje zdjęciowe, komentarze, opisy technik chirurgicznych, prace przeglądowe, opisy przypadków oraz listy do redakcji. Redaktorem naczelnym czasopisma jest Santosh G Honavar.
Pismo ma wskaźnik cytowań (impact factor) wynoszący 0,961 (2017). W międzynarodowym rankingu SCImago Journal Rank (SJR) mierzącym wpływ i znaczenie poszczególnych czasopism naukowych „Indian Journal of Ophthalmology" zostało sklasyfikowane w 2017 na 62. miejscu wśród czasopism okulistycznych. W polskich wykazach czasopism punktowanych przez Ministerstwo Nauki i Szkolnictwa Wyższego czasopismo otrzymywało kolejno: 15 punktów (2014-2016) oraz 70 pkt (2019).
Czasopismo jest indeksowane m.in. w: Baidu Scholar, CNKI (China National Knowledge Infrastructure), EBSCO Publishing's Electronic Databases, Ex Libris – Primo Central, Google Scholar, Hinari, Infotrieve, National Science Library, ProQuest, TdNet, Wanfang Data, DOAJ, EMR Index Medicus, Indian Science Abstracts, Science Citation Index Expanded, Web of Science, bazie PubMed oraz w Scopusie.